# Андрано
Андрано (італ. Andrano, сиц. Andranu) — муніципалітет в Італії, у регіоні Апулія, провінція Лечче.
Андрано розташоване на відстані близько 540 км на південний схід від Рима, 185 км на південний схід від Барі, 45 км на південний схід від Лечче.
Населення — 4901 особа (2014).
Щорічний фестиваль відбувається 30 листопада. Покровитель — Андрій Первозваний.

## Демографія
Населення за роками:

Станом на 1 січня 2023 року в муніципалітеті офіційно проживали 172 іноземці з 23 країн, серед них 25 громадян країн Євросоюзу.

## Сусідні муніципалітети
- Дізо
- Монтезано-Салентіно
- Спонгано
- Сурано
- Триказе